# SD Compostela
SD Compostela (celým názvem Sociedad Deportiva Compostela S.A.D.) je španělský fotbalový klub z města Santiago de Compostela na severu Španělska. Založen byl roku 1962. Domácí zápasy hraje na stadionu San Lázaro s kapacitou 16 666 míst. Klubové barvy jsou modrá a bílá. Hráči mají přezdívku Esedé. Hlavním rivalem je Deportivo La Coruña.